# ロイ・フォスター (アメリカンフットボール)
ロイ・フォスター（英: Stanley Wilson Senior、1961年8月23日 - ）は、カリフォルニア州ロサンゼルス出身のアメリカンフットボール選手。ポジションはガード。

## 経歴
USCでプレー、1年次の1978年、チームは全米チャンピオンとなった。3年次の1980年、オールアメリカンに選ばれるとともに、パシフィック8カンファレンスで最も優秀なラインマンに与えられるモリス賞を受賞した。1981年にも同賞を受賞した。モリス賞を2度受賞したのは、彼の他にリンカーン・ケネディとアレックス・マックしかいない。
1982年のNFLドラフト1巡全体24位でマイアミ・ドルフィンズに指名された。ストライキでシーズンが短縮されたこの年、全9試合に出場した。チームは7勝2敗で第17回スーパーボウルに出場したが、ワシントン・レッドスキンズに17-27で敗れた。
1983年、第3週のロサンゼルス・レイダース戦で右タックルとしてプロ初先発を果たした。チームはこの年入団したダン・マリーノらの活躍でディビジョナルプレーオフまで勝ち上がったが、シアトル・シーホークスに20-27で敗れシーズンを終えた。
1984年、左ガードとして全16試合に先発出場した。この年チームオフェンスはNFLトップの6936ヤード、513得点をあげた。またパスオフェンスでも5018ヤード、49TDパスを記録した。この年彼はUPI通信よりAFCのセカンドチームに選ばれた。第19回スーパーボウルに出場したが、サンフランシスコ・フォーティナイナーズに敗れた。
1985年も左ガードとして全16試合に先発出場し、プロボウルに初めて選出されるとともに、UPI通信よりAFCのファーストチームに選ばれた。チームは4年間で3度目のスーパーボウル出場を目指したが、AFCチャンピオンシップゲームで、ニューイングランド・ペイトリオッツに14-31で敗れた。パスオフェンスはNFL1位の4,114ヤードを獲得した。
1986年もプロボウルとUPI通信のカンファレンスファーストチームに選ばれたが、チームは8勝8敗となり、入団して5年目で初めてプレーオフを逃した。
1987年は、ストライキ中、代替選手が多く出場した3試合を除く、12試合で左ガードとして先発出場した。チームは8勝7敗でプレーオフを逃したが、パスオフェンスはNFLトップの3,876ヤードを獲得した。
1988年、9月11日のバッファロー・ビルズ戦を足首の負傷のため欠場したが、残り15試合で左ガードとして先発出場した。パスオフェンスは4,516ヤードを獲得したが、チームは6勝10敗に終わった。ドルフィンズが負け越したのは、1977年から2003年までの27年ではこの年のみである。
1989年、全16試合に左ガードとして先発出場した。チームは8勝8敗出シーズンを終えた。
前年33万ドルで契約していた彼は、平均45万ドルの複数年契約を求めて1990年にホールドアウトを行ったが、開幕直前の9月上旬、ドルフィンズと1年36万5000ドルで契約を結んだ。この年入団した新人のキース・シムズにポジションを奪われ、全試合に出場したものの、先発出場は3試合のみであった。
シーズン終了後、ドルフィンズから3年契約を提示されたが、サインせず、1991年から1993年までは、サンフランシスコ・フォーティナイナーズでプレーした。
ダン・マリーノ、ジョー・モンタナ、スティーブ・ヤングを守った唯一のオフェンシブラインマンであり、マリーノからのTDパスも受けている。